# Badroulbadour
Badroulbadour (Arabisk بدر البدور, badru l-budūr, "fuldmånen over alle fuldmåner") er en arabisk prinsesse, der i 1001 nats eventyr gifter sig med Aladdin, som ved hjælp af Lampens Ånd kan optræde som en rig mand. I Disney-versionen af historien har hun fået det mere mundrette navn "Jasmin", hvor hun i den danske guldalderdigter Adam Oehlenschlägers skuespil Aladdin bærer navnet Gulnare
. Badroulbadour optræder også i et digt af Wallace Stevens med titlen "The Worms at Heaven's Gate". Den danske digter Henrik Nordbrandt har genbrugt dette tema i sin digtsamling 'Ormene ved Himlens Port'.

## Eksterne referencer
1. ↑  Georg Brandes "Samlede Skrifter", Bind 1, side 217.